# Mitraceras crassipalpum
Mitraceras crassipalpum is een hooiwagen uit de familie Samoidae.